# Золотоголовый тонкоклювый попугай
Золотоголовый тонкоклювый попугай (лат. Brotogeris sanctithomae) — вид птиц из семейства попугаевых. Выделяют два подвида.

## Распространение
Обитают в Амазонии на территории Бразилии, Колумбии, Перу, Боливии.

## Описание
Длина тела 17 см, вес в среднем 59 г. Окрас в целом зелёный. Нижняя сторона и зад более желтоватые, как и хвост. Лоб и передняя часть головы желтые. На голове есть области с голубоватым оттенком. Крылья птицы тёмно-зелёные, голубоватые с внутренней стороны.
У представителей подвида takatsukasae имеется желтая полоска за глазом.

## Биология
Питаются фруктами. В одном найденном гнезде было шесть птенцов.